# Insulina glargine
L'insulina glargine è un analogo dell'insulina umana ad azione prolungata utilizzato nella gestione del diabete di tipo I e di tipo II in adulti, adolescenti e bambini al di sopra dei 2 anni.
Il farmaco è stato autorizzato negli Stati Uniti nel 2000, dove divenne il 33º farmaco più prescritto nel 2017 con oltre 20 milioni di prescrizioni.
Nel Regno Unito risulta essere il tipo di insulina ad azione prolungata più raccomandato dai medici.
Ad oggi è inserita nell'elenco dei medicinali essenziali dell'Organizzazione mondiale della sanità .
Viene somministrata una volta al giorno tramite iniezione sottocutanea a cui segue il lento rilascio d'insulina per circa 24 ore. Gli effetti iniziano a vedersi circa un'ora dopo la somministrazione.
Agisce sui tessuti determinando l'aumento dell'assorbimento di glucosio dal sangue e la riduzione della produzione di glucosio da parte del fegato.
La somministrazione concomitante di altri medicinali può influenzare il metabolismo del glucosio portando così a dover modificare la quantità di farmaco che deve essere somministrata.
Gli effetti collaterali comuni includono: ipoglicemia, problemi nel sito di iniezione, prurito e aumento di peso, mentre tra gli effetti collaterali gravi troviamo l'ipokaliemia.
In gravidanza si consiglia l'utilizzo dell'insulina NPH piuttosto che l'insulina glargine.
Negli Stati Uniti il costo all'ingrosso per 100 unità è di circa 26 USD (dati 2018), mentre nel Regno Unito a stessa quantità costa al servizio sanitario nazionale circa £ 2,35.